# Africa Express
Pour plus de détails, voir Fiche technique et Distribution.
Africa Express est un film d'aventure italo-ouest-allemand sorti en 1976 et réalisé par Michele Lupo.
Le film a eu une suite tournée un an plus tard, Les Sorciers de l'île aux singes (Safari Express) réalisée par Duccio Tessari.

## Synopsis
John Baxter vit en Rhodésie, où il distribue le courrier avec un vieux camion et se charge de l'approvisionnement de la population en produits de première nécessité. Il souhaite ainsi gagner suffisamment d'argent pour pouvoir un jour reprendre une station-service à Détroit. Baxter est accompagné de son animal de compagnie, le chimpanzé Biba. Comme il ne fait pas confiance aux banques, il confie son argent au prêtre Gasparetto, qui dirige une station missionnaire dans la région.
Un jour, il rencontre une jeune femme qui se fait passer pour une nonne, Sœur Magdalena, mais qui s'appelle en réalité Madeleine Cooper et qui est à la recherche d'un ancien agent double qui s'est enfui en Afrique et y vit sous le faux nom de Robert Preston. Baxter l'aide, d'une part parce qu'il est amoureux d'elle, d'autre part parce qu'il ne supporte pas Preston lui-même. Biba, Gasparetto et une tribu indigène qui fait partie des clients de Baxter les aident également. Ensemble, ils parviennent à arrêter Preston.
Madeleine obtient pour Baxter un poste dans les services secrets, mais celui-ci le refuse. Il préfère mener une vie plus calme et moins dangereuse, même si cela implique de se séparer de Madeleine. Baxter retourne chez Gasparetto, mais découvre que le prêtre qui l'a laissé pour mort a utilisé l'argent pour construire un hôpital.

## Fiche technique
Sauf indication contraire, les informations mentionnées dans cette section peuvent être confirmées par la base de données cinématographiques IMDb,  présente dans la section « Liens externes ».
- Titre original et français : Africa Express[2],[3]
- Réalisateur : Michele Lupo
- Scénario : Bruno Corbucci, Mario Amendola, Gabriele Martin
- Photographie : Roberto Gerardi
- Montage : Eugenio Alabiso
- Musique : Guido et Maurizio De Angelis
- Décors : Piero Filippone
- Trucages : Walter Cossu, Francesco Corridoni
- Costumes : Luca Sabatelli (it)
- Producteurs : Salvatore Alabiso
- Société de production : Tritone Filmindustria Srl, Deutsche Fox Film GmbH
- Pays de production :  Italie -  Allemagne de l'Ouest
- Langue de tournage : italien
- Format : Couleur par Technicolor - 2,35:1 - Son mono - 35 mm
- Genre : Aventure
- Durée : 95 minutes
- Dates de sortie :	
  - Italie : 2 octobre 1975
  - France : 6 octobre 1976
- Affiche : Macario Gómez Quibus (Espagne)

## Distribution
- Giuliano Gemma (VF : Marc François) : John Baxter
- Ursula Andress (VF : Perrette Pradier) : Madeleine Cooper
- Jack Palance (VF : Jacques Berthier) : William Hunter
- Giuseppe Maffioli (VF : Jean Violette) : le père Gasparetto (Gasparini en VF)
- Luciana Turina : Lily
- Rossana Di Lorenzo: Mitzy
- Giovanni Pazzafini : un complice de Hunter
- John Werner (VF : René Bériard) : Louis Renois
- Romano Puppo : un complice de Hunter
- Werner John
- Sergio Smacchi (VF : Alain Dorval) : un complice de Hunter
- Werner Doll
- Roberto Dell'Acqua : un ouvrier sur le chantier
- Jannie Wienand (VF : Alain Dorval) : le chasseur d'ivoire (non crédité)

## Tournage
Le film a été tourné en avril 1975 aux studios Incir De Paolis à Rome et les extérieurs ont été tournés au Zimbabwe.